# Lista țărilor în funcție de indicele dezvoltării umane după regiune
Lista țărilor în funcție de indicele dezvoltării umane după regiune, așa cum este inclusă în Raportul Dezvoltării Umane al Programului Națiunilor Unite pentru Dezvoltare, este structurată după continent sau după regiune internațională. 
Indicele dezvoltării umane (IDU) este un indice rezumativ care evaluează țările pe trei dimensiuni - sănătate, educație și standard de viață - utilizând 4 indicatori ai Obiectivelor de Dezvoltare Durabilă: 
- speranța de viață la naștere (ODD 3),
- anii de școlarizare previzionați pentru copii / media anilor de educație pentru adulți (ODD 4.3 și ODD 4.4),
- venitul național brut per locuitor (ODD 8.5).

Valoarea finală a IDU este cuprinsă între 0 și 1, țările fiind grupate în patru categorii: „foarte mare” pentru IDU de 0,800 și peste, „mare” de la 0,700 la 0,799, „mediu” de la 0,550 la 0,699 și „scăzut” sub 0,550.

## Lista țărilor după continent

### Africa
| Loc                          | Țară          | IDU                          | IDU |
| Loc                          | Țară          | Date 2022 (raport 2023-2024) |     |
| ---------------------------- | ------------- | ---------------------------- | --- |
| Dezvoltare umană foarte mare |               |                              |     |
| 1                            | Seychelles    | 0.802                        |     |
| Dezvoltare umană mare        |               |                              |     |
| 2                            | Mauritius     | 0.796                        |     |
| 3                            | Libia         | 0.746                        |     |
| 4                            | Algeria       | 0.745                        |     |
| 5                            | Tunisia       | 0.732                        |     |
| 6                            | Egipt         | 0.728                        |     |
| 7                            | Africa de Sud | 0.717                        |     |
| 8                            | Botswana      | 0.708                        |     |
| Dezvoltare umană medie       |               |                              |     |
| 9                            | Maroc         | 0.699                        |     |
| 10                           | Gabon         | 0.693                        |     |

| Loc                     | Țară                    | IDU                          | IDU |
| Loc                     | Țară                    | Date 2022 (raport 2023-2024) |     |
| ----------------------- | ----------------------- | ---------------------------- | --- |
| Dezvoltare umană redusă |                         |                              |     |
| 1                       | Republica Centrafricană | 0.321                        |     |
| 2                       | Somalia                 | 0.381                        |     |
| 3                       | Sudanul de Sud          | 0.381                        |     |
| 4                       | Ciad                    | 0.394                        |     |
| 5                       | Niger                   | 0.400                        |     |
| 6                       | Mali                    | 0.425                        |     |
| 7                       | Burundi                 | 0.426                        |     |
| 8                       | Burkina Faso            | 0.458                        |     |
| 9                       | Sierra Leone            | 0.460                        |     |
| 10                      | Mozambic                | 0.461                        |     |

### Asia
| Loc                          | Țară                  | IDU                          | IDU |
| Loc                          | Țară                  | Date 2022 (raport 2023-2024) |     |
| ---------------------------- | --------------------- | ---------------------------- | --- |
| Dezvoltare umană foarte mare |                       |                              |     |
| 1                            | Hong Kong             | 0.956                        |     |
| 2                            | Singapore             | 0.961                        |     |
| 3                            | Emiratele Arabe Unite | 0.937                        |     |
| 4                            | Coreea de Sud         | 0.929                        |     |
| 5                            | Japonia               | 0.929                        |     |
| 6                            | Israel                | 0.915                        |     |
| 7                            | Bahrain               | 0.888                        |     |
| 8                            | Arabia Saudită        | 0.875                        |     |
| 8                            | Qatar                 | 0.875                        |     |
| 10                           | Turcia                | 0.855                        |     |

| Loc                     | Țară           | IDU                          | IDU |
| Loc                     | Țară           | Date 2022 (raport 2023-2024) |     |
| ----------------------- | -------------- | ---------------------------- | --- |
| Dezvoltare umană redusă |                |                              |     |
| 1                       | Yemen          | 0.461                        |     |
| 2                       | Afganistan     | 0.462                        |     |
| 3                       | Pakistan       | 0.549                        |     |
| Dezvoltare umană medie  |                |                              |     |
| 4                       | Siria          | 0.558                        |     |
| 5                       | Timorul de Est | 0.566                        |     |
| 6                       | Cambodgia      | 0.610                        |     |
| 7                       | Nepal          | 0.613                        |     |
| 8                       | Myanmar        | 0.615                        |     |
| 9                       | Laos           | 0.620                        |     |
| 10                      | India          | 0.644                        |     |

### Europa
| Loc                          | Țară          | IDU                          | IDU |
| Loc                          | Țară          | Date 2022 (raport 2023-2024) |     |
| ---------------------------- | ------------- | ---------------------------- | --- |
| Dezvoltare umană foarte mare |               |                              |     |
| 1                            | Elveția       | 0.967                        |     |
| 2                            | Norvegia      | 0.966                        |     |
| 3                            | Islanda       | 0.959                        |     |
| 4                            | Danemarca     | 0.952                        |     |
| 4                            | Suedia        | 0.952                        |     |
| 6                            | Irlanda       | 0.950                        |     |
| 6                            | Germania      | 0.950                        |     |
| 8                            | Țările de Jos | 0.946                        |     |
| 9                            | Finlanda      | 0.942                        |     |
| 9                            | Belgia        | 0.942                        |     |
| 9                            | Liechtenstein | 0.942                        |     |
| 10                           | Regatul Unit  | 0.940                        |     |

| Loc                          | Țară                  | IDU                          | IDU |
| Loc                          | Țară                  | Date 2022 (raport 2023-2024) |     |
| ---------------------------- | --------------------- | ---------------------------- | --- |
| Dezvoltare umană mare        |                       |                              |     |
| 1                            | Ucraina               | 0.734                        |     |
| 2                            | Azerbaidjan           | 0.760                        |     |
| 3                            | Republica Moldova     | 0.763                        |     |
| 4                            | Macedonia de Nord     | 0.765                        |     |
| 5                            | Bosnia și Herțegovina | 0.779                        |     |
| 6                            | Armenia               | 0.786                        |     |
| 7                            | Albania               | 0.789                        |     |
| 8                            | Bulgaria              | 0.799                        |     |
| Dezvoltare umană foarte mare |                       |                              |     |
| 9                            | Belarus               | 0.801                        |     |
| 10                           | Kazahstan             | 0.802                        |     |

### America de Nord
| Loc                          | Țară                       | IDU                          | IDU |
| Loc                          | Țară                       | Date 2022 (raport 2023-2024) |     |
| ---------------------------- | -------------------------- | ---------------------------- | --- |
| Dezvoltare umană foarte mare |                            |                              |     |
| 1                            | Canada                     | 0.945                        |     |
| 2                            | Statele Unite              | 0.909                        |     |
| 3                            | Sfântul Cristofor și Nevis | 0.838                        |     |
| 4                            | Antigua și Barbuda         | 0.826                        |     |
| 5                            | Bahamas                    | 0.820                        |     |
| 5                            | Panama                     | 0.816                        |     |
| 7                            | Trinidad și Tobago         | 0.814                        |     |
| 8                            | Barbados                   | 0.813                        |     |
| 9                            | Costa Rica                 | 0.811                        |     |
| Dezvoltare umană mare        |                            |                              |     |
| 10                           | Grenada                    | 0.799                        |     |

| Loc                    | Țară                          | IDU                          | IDU |
| Loc                    | Țară                          | Date 2022 (raport 2023-2024) |     |
| ---------------------- | ----------------------------- | ---------------------------- | --- |
| Dezvoltare umană medie |                               |                              |     |
| 1                      | Haiti                         | 0.552                        |     |
| 2                      | Honduras                      | 0.624                        |     |
| 3                      | Guatemala                     | 0.629                        |     |
| 4                      | Nicaragua                     | 0.669                        |     |
| 5                      | El Salvador                   | 0.674                        |     |
| 6                      | Belize                        | 0.683                        |     |
| Dezvoltare umană mare  |                               |                              |     |
| 7                      | Jamaica                       | 0.706                        |     |
| 8                      | Sfânta Lucia                  | 0.725                        |     |
| 9                      | Dominica                      | 0.740                        |     |
| 10                     | Sfântul Vicențiu și Grenadine | 0.773                        |     |

### Oceania
| Loc                          | Țară              | IDU                          | IDU |
| Loc                          | Țară              | Date 2022 (raport 2023-2024) |     |
| ---------------------------- | ----------------- | ---------------------------- | --- |
| Dezvoltare umană foarte mare |                   |                              |     |
| 1                            | Australia         | 0.946                        |     |
| 2                            | Noua Zeelandă     | 0.939                        |     |
| Dezvoltare umană mare        |                   |                              |     |
| 3                            | Palau             | 0.797                        |     |
| 4                            | Tonga             | 0.739                        |     |
| 5                            | Insulele Marshall | 0.731                        |     |
| 6                            | Fiji              | 0.729                        |     |
| 7                            | Samoa             | 0.702                        |     |
| Dezvoltare umană medie       |                   |                              |     |
| 8                            | Nauru             | 0.698                        |     |
| 9                            | Tuvalu            | 0.653                        |     |
| 10                           | Micronezia        | 0.634                        |     |
| 11                           | Kiribati          | 0.628                        |     |
| 12                           | Vanuatu           | 0.607                        |     |
| 13                           | Papua Noua Guinee | 0.568                        |     |
| 14                           | Insulele Solomon  | 0.562                        |     |

### America de Sud
| Loc                          | Țară      | IDU                          | IDU |
| Loc                          | Țară      | Date 2022 (raport 2023-2024) |     |
| ---------------------------- | --------- | ---------------------------- | --- |
| Dezvoltare umană foarte mare |           |                              |     |
| 1                            | Chile     | 0.860                        |     |
| 2                            | Argentina | 0.849                        |     |
| 3                            | Uruguay   | 0.830                        |     |
| Dezvoltare umană mare        |           |                              |     |
| 4                            | Ecuador   | 0.765                        |     |
| 5                            | Peru      | 0.762                        |     |
| 6                            | Brazilia  | 0.760                        |     |
| 7                            | Columbia  | 0.758                        |     |
| 8                            | Guyana    | 0.742                        |     |
| 9                            | Paraguay  | 0.731                        |     |
| Dezvoltare umană medie       |           |                              |     |
| 10                           | Venezuela | 0.699                        |     |
| 11                           | Bolivia   | 0.698                        |     |
| 12                           | Surinam   | 0.696                        |     |

## Lista țărilor după regiuni intercontinentale

### Liga Statelor Arabe
| Loc                          | Țară                  | IDU                          | IDU |
| Loc                          | Țară                  | Date 2022 (raport 2023-2024) |     |
| ---------------------------- | --------------------- | ---------------------------- | --- |
| Dezvoltare umană foarte mare |                       |                              |     |
| 1                            | Emiratele Arabe Unite | 0.937                        |     |
| 2                            | Bahrain               | 0.888                        |     |
| 3                            | Arabia Saudită        | 0.875                        |     |
| 3                            | Qatar                 | 0.875                        |     |
| 5                            | Kuweit                | 0.847                        |     |
| 6                            | Oman                  | 0.819                        |     |
| Dezvoltare umană mare        |                       |                              |     |
| 7                            | Libia                 | 0.746                        |     |
| 8                            | Algeria               | 0.745                        |     |
| 9                            | Iordania              | 0.736                        |     |
| 10                           | Tunisia               | 0.732                        |     |

| Loc                     | Țară       | IDU                          | IDU |
| Loc                     | Țară       | Date 2022 (raport 2023-2024) |     |
| ----------------------- | ---------- | ---------------------------- | --- |
| Dezvoltare umană redusă |            |                              |     |
| 1                       | Somalia    | 0.380                        |     |
| 2                       | Yemen      | 0.424                        |     |
| 3                       | Djibouti   | 0.515                        |     |
| 4                       | Sudan      | 0.516                        |     |
| 5                       | Mauritania | 0.540                        |     |
| Dezvoltare umană medie  |            |                              |     |
| 6                       | Siria      | 0.557                        |     |
| 7                       | Comore     | 0.586                        |     |
| 8                       | Irak       | 0.673                        |     |
| 9                       | Maroc      | 0.698                        |     |

### Comunitatea Națiunilor
| Loc                          | Țară                       | IDU                          | IDU |
| Loc                          | Țară                       | Date 2022 (raport 2023-2024) |     |
| ---------------------------- | -------------------------- | ---------------------------- | --- |
| Dezvoltare umană foarte mare |                            |                              |     |
| 1                            | Singapore                  | 0.949                        |     |
| 2                            | Australia                  | 0.946                        |     |
| 3                            | Regatul Unit               | 0.940                        |     |
| 4                            | Noua Zeelandă              | 0.939                        |     |
| 5                            | Canada                     | 0.935                        |     |
| 6                            | Malta                      | 0.915                        |     |
| 7                            | Cipru                      | 0.907                        |     |
| 8                            | Sfântul Cristofor și Nevis | 0.837                        |     |
| 9                            | Antigua și Barbuda         | 0.826                        |     |
| 10                           | Brunei                     | 0.823                        |     |

| Loc                     | Țară         | IDU                          | IDU |
| Loc                     | Țară         | Date 2022 (raport 2023-2024) |     |
| ----------------------- | ------------ | ---------------------------- | --- |
| Dezvoltare umană redusă |              |                              |     |
| 1                       | Sierra Leone | 0.458                        |     |
| 2                       | Mozambic     | 0.461                        |     |
| 3                       | Gambia       | 0.495                        |     |
| 4                       | Malawi       | 0.508                        |     |
| 5                       | Lesotho      | 0.514                        |     |
| 6                       | Tanzania     | 0.532                        |     |
| 7                       | Pakistan     | 0.540                        |     |
| 8                       | Togo         | 0.535                        |     |
| 9                       | Nigeria      | 0.548                        |     |
| 9                       | Rwanda       | 0.548                        |     |
| Dezvoltare umană medie  |              |                              |     |
| 10                      | Zimbabwe     | 0.550                        |     |

### Asia de EstșiPacific
| Loc                          | Țară          | IDU                          | IDU |
| Loc                          | Țară          | Date 2022 (raport 2023-2024) |     |
| ---------------------------- | ------------- | ---------------------------- | --- |
| Dezvoltare umană foarte mare |               |                              |     |
| 1                            | Hong Kong     | 0.952                        |     |
| 2                            | Singapore     | 0.949                        |     |
| 3                            | Australia     | 0.946                        |     |
| 4                            | Noua Zeelandă | 0.939                        |     |
| 5                            | Coreea de Sud | 0.929                        |     |
| 6                            | Japonia       | 0.920                        |     |
| 7                            | Brunei        | 0.823                        |     |
| 8                            | Malaysia      | 0.807                        |     |
| 9                            | Thailanda     | 0.803                        |     |
| Dezvoltare umană mare        |               |                              |     |
| 10                           | Palau         | 0.797                        |     |

| Loc                    | Țară              | IDU                          | IDU |
| Loc                    | Țară              | Date 2022 (raport 2023-2024) |     |
| ---------------------- | ----------------- | ---------------------------- | --- |
| Dezvoltare umană medie |                   |                              |     |
| 1                      | Insulele Solomon  | 0.562                        |     |
| 2                      | Timorul de Est    | 0.566                        |     |
| 3                      | Papua Noua Guinee | 0.568                        |     |
| 4                      | Cambodgia         | 0.600                        |     |
| 4                      | Myanmar           | 0.608                        |     |
| 6                      | Vanuatu           | 0.614                        |     |
| 7                      | Laos              | 0.620                        |     |
| 8                      | Kiribati          | 0.628                        |     |
| 9                      | Micronezia        | 0.634                        |     |
| 10                     | Tuvalu            | 0.653                        |     |

### Uniunea Europeană
| Loc                          | Țară          | IDU                          | IDU |
| Loc                          | Țară          | Date 2022 (raport 2023-2024) |     |
| ---------------------------- | ------------- | ---------------------------- | --- |
| Dezvoltare umană foarte mare |               |                              |     |
| 1                            | Danemarca     | 0.951                        |     |
| 1                            | Suedia        | 0.952                        |     |
| 3                            | Irlanda       | 0.950                        |     |
| 3                            | Germania      | 0.950                        |     |
| 5                            | Țările de Jos | 0.946                        |     |
| 6                            | Finlanda      | 0.942                        |     |
| 6                            | Belgia        | 0.942                        |     |
| 8                            | Luxemburg     | 0.927                        |     |
| 9                            | Austria       | 0.926                        |     |
| 9                            | Slovenia      | 0.926                        |     |
| 10                           | Malta         | 0.915                        |     |

| Loc                          | Țară       | IDU                          | IDU |
| Loc                          | Țară       | Date 2022 (raport 2023-2024) |     |
| ---------------------------- | ---------- | ---------------------------- | --- |
| Dezvoltare umană mare        |            |                              |     |
| 1                            | Bulgaria   | 0.799                        |     |
| Dezvoltare umană foarte mare |            |                              |     |
| 2                            | România    | 0.827                        |     |
| 3                            | Ungaria    | 0.851                        |     |
| 4                            | Slovacia   | 0.855                        |     |
| 5                            | Portugalia | 0.874                        |     |
| 6                            | Croația    | 0.878                        |     |
| 7                            | Letonia    | 0.879                        |     |
| 7                            | Lituania   | 0.879                        |     |
| 9                            | Polonia    | 0.881                        |     |
| 10                           | Grecia     | 0.893                        |     |

### America LatinășiCaraibe
| Loc                          | Țară                       | IDU                          | IDU |
| Loc                          | Țară                       | Date 2022 (raport 2023-2024) |     |
| ---------------------------- | -------------------------- | ---------------------------- | --- |
| Dezvoltare umană foarte mare |                            |                              |     |
| 1                            | Chile                      | 0.860                        |     |
| 2                            | Argentina                  | 0.849                        |     |
| 3                            | Sfântul Cristofor și Nevis | 0.838                        |     |
| 4                            | Uruguay                    | 0.830                        |     |
| 5                            | Antigua și Barbuda         | 0.826                        |     |
| 6                            | Bahamas                    | 0.809                        |     |
| 6                            | Panama                     | 0.820                        |     |
| 8                            | Trinidad și Tobago         | 0.816                        |     |
| 9                            | Barbados                   | 0.809                        |     |
| 10                           | Costa Rica                 | 0.806                        |     |

| Loc                    | Țară        | IDU                          | IDU |
| Loc                    | Țară        | Date 2022 (raport 2023-2024) |     |
| ---------------------- | ----------- | ---------------------------- | --- |
| Dezvoltare umană medie |             |                              |     |
| 1                      | Haiti       | 0.552                        |     |
| 2                      | Honduras    | 0.624                        |     |
| 3                      | Guatemala   | 0.629                        |     |
| 4                      | Nicaragua   | 0.669                        |     |
| 5                      | El Salvador | 0.674                        |     |
| 6                      | Surinam     | 0.690                        |     |
| 7                      | Bolivia     | 0.698                        |     |
| 8                      | Venezuela   | 0.699                        |     |
| Dezvoltare umană mare  |             |                              |     |
| 9                      | Belize      | 0.700                        |     |
| 10                     | Jamaica     | 0.706                        |     |

### Organizația pentru Cooperare și Dezvoltare Economică
| Loc                          | Țară          | IDU                          | IDU |
| Loc                          | Țară          | Date 2022 (raport 2023-2024) |     |
| ---------------------------- | ------------- | ---------------------------- | --- |
| Dezvoltare umană foarte mare |               |                              |     |
| 1                            | Elveția       | 0.967                        |     |
| 2                            | Norvegia      | 0.966                        |     |
| 2                            | Islanda       | 0.959                        |     |
| 4                            | Danemarca     | 0.952                        |     |
| 4                            | Suedia        | 0.952                        |     |
| 6                            | Germania      | 0.950                        |     |
| 6                            | Irlanda       | 0.950                        |     |
| 8                            | Australia     | 0.946                        |     |
| 8                            | Țările de Jos | 0.946                        |     |
| 10                           | Finlanda      | 0.942                        |     |
| 10                           | Belgia        | 0.942                        |     |

| Loc                          | Țară       | IDU                          | IDU |
| Loc                          | Țară       | Date 2022 (raport 2023-2024) |     |
| ---------------------------- | ---------- | ---------------------------- | --- |
| Dezvoltare umană mare        |            |                              |     |
| 1                            | Columbia   | 0.758                        |     |
| 2                            | Mexic      | 0.781                        |     |
| Dezvoltare umană foarte mare |            |                              |     |
| 3                            | Costa Rica | 0.806                        |     |
| 4                            | Ungaria    | 0.851                        |     |
| 5                            | Turcia     | 0.855                        |     |
| 5                            | Slovacia   | 0.855                        |     |
| 7                            | Chile      | 0.860                        |     |
| 8                            | Portugalia | 0.874                        |     |
| 9                            | Letonia    | 0.879                        |     |
| 9                            | Lituania   | 0.879                        |     |
| 10                           | Polonia    | 0.881                        |     |

### Organizația Cooperării Islamice
| Loc                          | Țară                  | IDU                          | IDU |
| Loc                          | Țară                  | Date 2022 (raport 2023-2024) |     |
| ---------------------------- | --------------------- | ---------------------------- | --- |
| Dezvoltare umană foarte mare |                       |                              |     |
| 1                            | Emiratele Arabe Unite | 0.937                        |     |
| 2                            | Bahrain               | 0.888                        |     |
| 3                            | Arabia Saudită        | 0.875                        |     |
| 3                            | Qatar                 | 0.875                        |     |
| 5                            | Turcia                | 0.855                        |     |
| 6                            | Kuweit                | 0.847                        |     |
| 7                            | Brunei                | 0.823                        |     |
| 8                            | Oman                  | 0.819                        |     |
| 9                            | Malaysia              | 0.807                        |     |
| 10                           | Kazahstan             | 0.802                        |     |

| Loc                     | Țară         | IDU                          | IDU |
| Loc                     | Țară         | Date 2022 (raport 2023-2024) |     |
| ----------------------- | ------------ | ---------------------------- | --- |
| Dezvoltare umană redusă |              |                              |     |
| 1                       | Somalia      | 0.380                        |     |
| 2                       | Ciad         | 0.394                        |     |
| 2                       | Niger        | 0.394                        |     |
| 4                       | Mali         | 0.410                        |     |
| 5                       | Yemen        | 0.424                        |     |
| 6                       | Burkina Faso | 0.438                        |     |
| 7                       | Sierra Leone | 0.458                        |     |
| 8                       | Mozambic     | 0.461                        |     |
| 9                       | Afganistan   | 0.462                        |     |
| 10                      | Guineea      | 0.471                        |     |

### Mici state insulare în curs de dezvoltare
| Loc                          | Țară                       | IDU                          | IDU |
| Loc                          | Țară                       | Date 2022 (raport 2023-2024) |     |
| ---------------------------- | -------------------------- | ---------------------------- | --- |
| Dezvoltare umană foarte mare |                            |                              |     |
| 1                            | Singapore                  | 0.949                        |     |
| 2                            | Bahrain                    | 0.888                        |     |
| 3                            | Sfântul Cristofor și Nevis | 0.838                        |     |
| 4                            | Antigua și Barbuda         | 0.826                        |     |
| 5                            | Bahamas                    | 0.820                        |     |
| 6                            | Trinidad și Tobago         | 0.814                        |     |
| 7                            | Barbados                   | 0.809                        |     |
| 8                            | Seychelles                 | 0.802                        |     |
| Dezvoltare umană mare        |                            |                              |     |
| 9                            | Mauritius                  | 0.796                        |     |
| 10                           | Grenada                    | 0.793                        |     |

| Loc                     | Țară                 | IDU                          | IDU |
| Loc                     | Țară                 | Date 2022 (raport 2023-2024) |     |
| ----------------------- | -------------------- | ---------------------------- | --- |
| Dezvoltare umană redusă |                      |                              |     |
| 1                       | Guinea-Bissau        | 0.483                        |     |
| Dezvoltare umană medie  |                      |                              |     |
| 2                       | Haiti                | 0.552                        |     |
| 3                       | Insulele Solomon     | 0.563                        |     |
| 4                       | Timorul de Est       | 0.566                        |     |
| 5                       | Papua Noua Guinee    | 0.568                        |     |
| 6                       | Comore               | 0.586                        |     |
| 7                       | São Tomé și Príncipe | 0.613                        |     |
| 8                       | Vanuatu              | 0.614                        |     |
| 9                       | Kiribati             | 0.628                        |     |
| 10                      | Micronezia           | 0.634                        |     |